# Stomatico
Lo stomatico è un dolce tipico di Reggio Calabria.
Si tratta di un biscotto secco, vagamente simile al panpepato, preparato tramite un impasto di zucchero caramellato, farina, olio, ammoniaca per dolci e aromi (usualmente chiodi di garofano e cannella). Successivamente l'impasto è steso su una teglia, tagliato in quadrati spennellati con dell'uovo sbattuto, cosparso superficialmente con delle mandorle e infine infornato.

## L'origine del nome
Il nome, la cui radice è da far risalire al greco antico stóma (στόμα = "bocca"), trova corrispondenze nel lemma latino stomaticus ("che riguarda la bocca") e, a sua volta, sempre nel greco antico στοματικός (stomaticós). È probabile che nell’uso colloquiale della tradizione, stomachico sia usato in riferimento a cibi, bevande o preparati considerati tonici o stimolanti delle pareti gastriche. In effetti, la tradizione contadina attribuisce a questo dolce proprietà digestive.

## Piparelle
Con piccole differenze nella preparazione tale dolce è noto anche come Pipareddhi o Piparelle, in questo caso le mandorle sono inserite direttamente nell'impasto, che viene tagliato trasversalmente in striscioline.